# Orell Füssli
La Orell Füssli, precedentemente nota come Orell, Füssli & Co. e Orell, Gessner, Füssli & Co., è una holding, azienda tipografica e casa editrice svizzera, fondata nel 1519.

## Storia
Le origini dell'impresa risalgono alla stamperia rilevata nel 1519 da Christoph Froschauer a Zurigo. Nel 1603 vi venne introdotta la calcografia, allora il più moderno procedimento di stampa. Dopo aver cambiato più volte nome e proprietari, nel 1798 l'azienda venne rinominata Orell, Füssli & Co. Il suo sviluppo fu segnato nel XVIII secolo dal fiorire dell'editoria e dall'affermarsi dei quotidiani, mentre nel secolo successivo l'attività editoriale perse importanza rispetto a quella di stampa e l'impresa da casa editrice si trasformò nella più grande e diversificata tipografia della Svizzera.
Nel XIX secolo un settore importante della sua produzione fu costituito a partire dal 1827 dalla stampa di cartevalori e di documenti di sicurezza. Nel 1890 la ditta fu trasformata in una società per azioni. Il XX secolo, che vide l'introduzione di una serie di innovazioni tecniche (come la stampa offset nel 1915 e la rotocalcografia nel 1923), fu caratterizzato dalla razionalizzazione e dall'ulteriore specializzazione nella stampa di documenti di sicurezza e banconote.
All'inizio del XXI secolo la Orell Füssli era fra le principali aziende attive in questo ambito sul piano internazionale. Nel 1999 è divenuta una holding, attiva nei settori della stampa di sicurezza, dell'editoria, del commercio librario, della consulenza economica e della produzione di attrezzature per la stampa digitale e la codificazione con Atlantic Zeiser. Nel 2007 Orell Füssli ha realizzato un fatturato di 378 milioni di franchi.